# Palais Lamberg (Passau)
Le Palais Lamberg, du nom des princes-évêques de Passau von Lamberg, est situé dans la vieille ville de Passau en Bavière.
Le traité religieux de Passau a été conclu ici en 1552, comme en témoigne une plaque sur la façade de 1790. Comme les maisons voisines sur la place, il a servi de cour canonique jusqu'à la sécularisation. En 1724, il a reçu son aspect actuel par Johann Michael Prunner de Linz.
La succursale de Passau de la LIGA-Bank Regensburg est désormais située à l'intérieur du bâtiment.

## Liens web
- Article sur le Palais Lamberg dans le journal du dimanche Bayern numéro 17/2005 du 24 avril 2005. novembre 2012